# Scaphander gracilis
Scaphander gracilis is een slakkensoort uit de familie van de Scaphandridae. De wetenschappelijke naam van de soort is voor het eerst geldig gepubliceerd in 1886 door Watson.